# Šešupė
Die Šešupė (anhörenⓘ), deutsch Scheschuppe (oder Szeszuppe, kurzzeitig „Ostfluss“, vereinzelt auch Scheschupe, früher auch Suppe; polnisch Szeszupa, russisch Шешупе), ist ein linker Nebenfluss der Memel.

## Flusslauf
Die Šešupė entspringt 14 km nordnordwestlich von Suwałki im äußersten Nordosten Polens. Die Šešupė durchfließt in einem 158 km langen Bogen Litauen und markiert nach ihrer Vereinigung mit der Širvinta nördlich fließend für 51 km die Grenze Litauens mit der zu Russland gehörenden Oblast Kaliningrad. Kurz vor dem Zusammentreffen mit der Memel wendet sie sich jedoch erneut westlich, um letztlich nach weiteren 62 km kurz vor der Jūramündung und ca. 10 km östlich der Stadt Neman (Ragnit) in diese zu münden.

## Name
Der Name bedeutet sinngemäß „dunkler Fluss“. Die Ableitung von „šeši“: sechs (Sechs-Fluss) ist eine Fehlinterpretation.
vgl. litauisch:
- „šeže“ = Schwarzdrossel, Amsel
- „šešuolė“ = Schatten

## Geschichte
Die Scheschuppe war zu Ordenszeiten ein strategisch wichtiger Wasserweg, der oft in Ordensberichten erwähnt wurde.
Seit dem 15. Jahrhundert markiert die Šešupė zusammen mit den Nebenflüssen Širvinta und Liepona einen der stabilsten Grenzverläufe Europas – wobei allerdings trotz des stabilen Verlaufs die Anrainerstaaten wechselten: Festgelegt wurde der Grenzverlauf zwischen Preußen bzw. dem Deutschen Orden im Westen und Litauen im Osten (siehe Friede von Melnosee) – später grenzten hier Preußen bzw. das Deutsche Reich an seinen östlichen Nachbarn Russland, heute befindet sich Russland auf der westlichen und Litauen auf der östlichen Seite.
Im Zuge der nationalsozialistischen Maßnahmen gegen geografische Bezeichnungen, die in den Ohren der Machthaber nicht deutsch genug klangen, wurden vor allem in den östlichen Distrikten der damaligen Provinz Ostpreußen 1938 zahlreiche Ortsnamen mit altpreußischen, litauischen oder polnisch-masurischen Wurzeln durch in den meisten Fällen willkürlich gewählte oder übersetzte deutsche Bezeichnungen ersetzt. Bei der Umbenennung von Orten in Ostpreußen im Jahr 1938 erhielt die Šešupė den Namen Ostfluss. Auch die meisten Orte entlang des Flusses, darunter der Flecken Lasdehnen, welchen die Nationalsozialisten nach Haselberg (nach litauisch: lazdynas „Haselstrauch“) übersetzten, erhielten seinerzeit andere Namen, so russisch Krasnosnamensk (Bedeutung in etwa „Rotbannerstadt“) nach 1945.

## Galerie

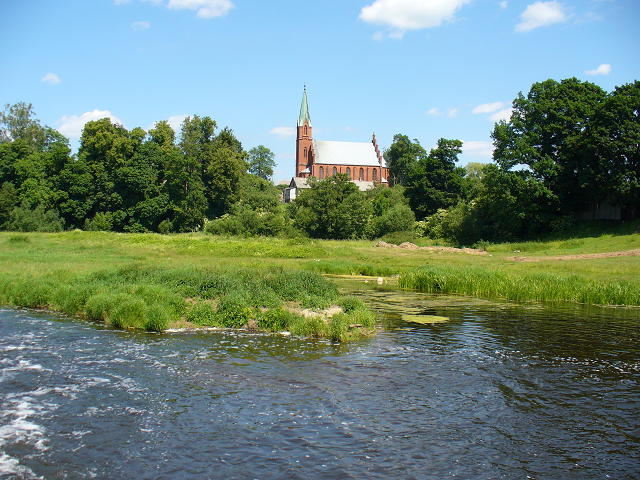
Die Šešupė bei Krasnosnamensk (Lasdehnen/ Haselberg)
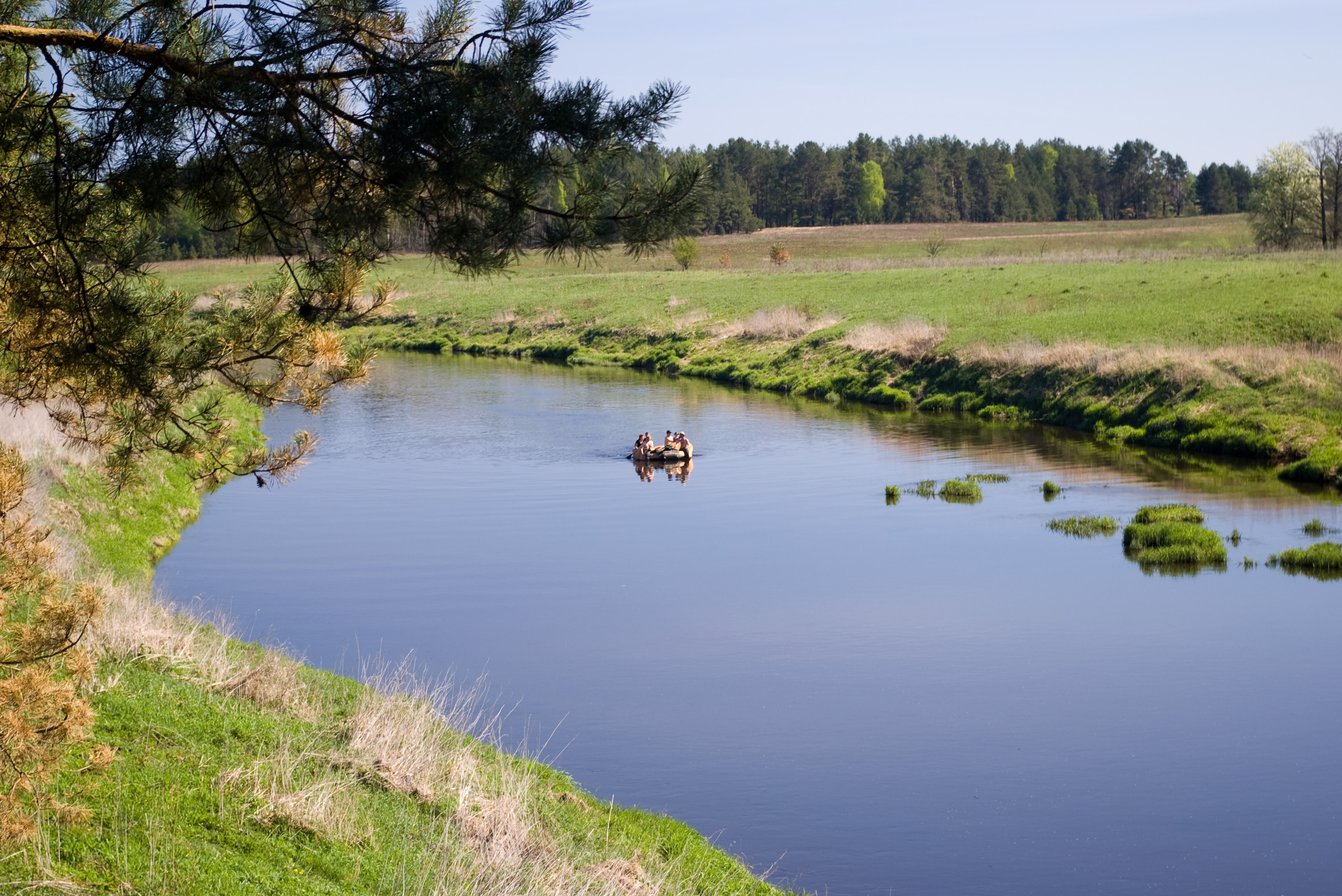
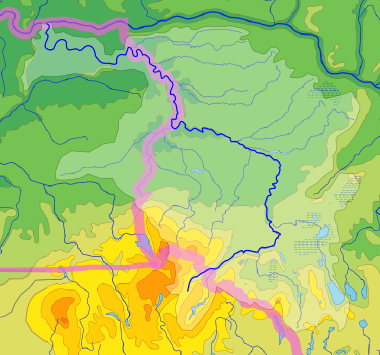
Einzugsgebiet der Šešupė